# Dignitatis Humanae
Dignitatis humanae — (лат. Гідність людської особи) — декларація Другого Ватиканського собору про релігійну свободу, тобто про право особи і об'єднань на громадську і громадянську свободу в питаннях релігії. Прийнята на 4-й сесії собору і затверджена папою Павлом VI 7 грудня 1965 на закритті собору.

## Структура
Декрет складається з 15 статей, об'єднаних у 2 глави, яким передує вступ:
- Вступ: «Про право особи і спільнот на громадську і громадянську свободу в питаннях релігії» (стаття 1)
- Глава 1: «Загальне обґрунтування релігійної свободи» (статті 2-8)
- Глава 2: «Релігійна свобода у світі Одкровення» (статті 9-15)

## Зміст
Dignitatis humanae проголошує права і обов'язки не тільки для Католицької церкви, а й для всіх релігійних груп здійснювати свою свободу, в тому числі і релігійну, не примушуючи при цьому ні окремих людей, ні соціальні групи. Насамперед, це — свобода особистості у виборі релігії та її право діяти згідно зі своєю совістю, оскільки ніхто не може здійснювати насильство або примушувати совість людини, навіть перед обличчям об'єктивної істини.

### Загальне обґрунтування релігійної свободи
У першій частині декларації викладається загальне обґрунтування релігійної свободи. Ця свобода полягає у відсутності будь-якого примусу в релігійній сфері з боку влади, соціальних груп чи окремих осіб, «заснована на гідності людської особистості, як це закладено в самій природі людини». Людина не тільки має право дотримуватися вже прийнятих ним релігійних переконань, а й може і навіть зобов'язаний шукати істину в релігійних питаннях, щоб скласти собі правильне та істинне судження для совісті, здійснюючи пошук «вільним дослідженням, учительством або повчанням, спілкуванням і діалогом». Найважливіше місце в пошуку людиною істини займає її совість, якою вона сприймає і визнає веління божественного закону — вищої норми людського життя. Людина зобов'язана вірно слідувати своїй совісті у всіх своїх вчинках, щоб досягти Бога, і людині не можна перешкоджати діяти по совісті, особливо у релігійній області, що припускає внутрішні добровільні та вільні акти, якими людина спрямовує себе до Бога.
Як для окремої особистості, так і для громад критерієм безперешкодного сповідання релігії висувається дотримання ними справедливого громадського порядку як основоположної частини загального блага. Особливо обговорюється право релігійних громад на місіонерську діяльність, але вказується на неприпустимість примушування чи негідного і нечесного переконання при поширенні віри, що порушує права інших осіб.
Турбота про релігійну свободу покладається на громадян, соціальні групи, церкву, інші релігійні громади і особливо на цивільну владу, яка зобов'язана законодавчо захищати релігійні свободи всіх громадян та забезпечувати умови для виконання цих законів, а також припиняти згідно з юридичними нормами зловживання у сфері релігійної свободи (DH. 7). Влада не має права нав'язувати чи забороняти людині релігійні акти (DH. 3), нав'язувати сповідання або відкидання будь-якої релігії, обмежувати входження в релігійні громади або їх залишення, застосовувати силу для знищення релігії або чинити перешкоди для віруючих.

### Релігійна свобода у світі Одкровення
Друга частина декларації присвячена вченню про релігійну свободу та її місця в писанні, і саме на цій підставі базуються загальні принципи декларації. Документ співвідносить вимогу добровільності акту віри, про яку йдеться у писанні і в отців церкви, з принципом релігійної свободи. За приведенням низки прикладів з Нового Заповіту про проповіді Ісуса і апостолів, які не примушували до прийняття віри, декларація стверджує, що «церква прямує цим шляхом і зберігає вчення про релігійну свободу, хоча в її історії і відбувалися дії, супротивні євангельському духу» .
Визнання права на релігійну свободу за всіма людьми та громадами тісно пов'язано з вимогою визнання свободи Церкви — «основоположного принципу відносин між Церквою і цивільними властями і всім цивільним строєм». До блага суспільства відноситься свобода дій Церкви в тій мірі, в якій це потрібно для спасіння людей, тому «в людському суспільстві і перед обличчям будь-якої публічної влади Церква відстоює за собою свободу, будучи духовною владою, встановленої Христом Господом».